# کارل فریدریک انه‌برگ
کارل فردریک انه‌برگ (زادهٔ ۱۹ مارس ۱۸۴۱ در نارپس – درگذشتهٔ ۲۴ مه ۱۸۷۶ در موصل، امپراتوری عثمانی) خاورشناس و آشورشناس فنلاندی بود که همچنین به زبان سوئدی شعر می‌سرود.

## زندگی‌نامه
پدر او ایساک رینهولد انه‌برگ، کشیش محلی در نرپیئو و مادرش فردریکا لوئیزا فون کنورینگ بود. آن‌ها دارای ۱۳ فرزند بودند و کارل فردریک فرزند هشتم بود.
او تحصیلات خود را در دبیرستان تورکو گذراند و در سال ۱۸۶۰ دیپلم دبیرستان گرفت. سپس در سال ۱۸۶۸ موفق به دریافت مدرک کارشناسی در فلسفه شد و در سال‌های بعدی، به ترتیب، مدرک کارشناسی ارشد (۱۸۶۹) و دکترای فلسفه (۱۸۷۳) را دریافت کرد.
بین سال‌های ۱۸۷۰ تا ۱۸۷۱ در سن پترزبورگ، لایپزیگ و کیل، و بین ۱۸۷۴ تا ۱۸۷۶ در پاریس و لندن به تحصیل زبان‌های شرقی پرداخت.
انه‌برگ بین سال‌های ۱۸۶۸ تا ۱۸۶۹ و دوباره از ۱۸۷۱ تا ۱۸۷۴ به‌عنوان معلم زبان‌های یونانی و سوئدی در دبیرستان نورمال هلسینکی مشغول به‌کار بود و از ۱۸۷۵ تا ۱۸۷۶ نیز به‌عنوان مدرس زبان یونانی در دبیرستان ویپوری فعالیت می‌کرد. او هم‌زمان، دانشیار زبان‌های شرقی در دانشگاه هلسینکی نیز بود.
در سال ۱۸۷۶ به هیئتی باستان‌شناسی به سرپرستی جرج اسمیت، آشورشناس انگلیسی، پیوست که عازم بین‌النهرین برای انجام حفاری‌های باستان‌شناسی در منطقهٔ آشور بود. او قصد داشت در این حفاری‌ها شرکت کند و همچنین به مطالعه خط میخی بپردازد. اما پس از آن‌که در تاریخ ۲۰ آوریل ۱۸۷۶ به‌تنهایی وارد موصل شد (در حالی‌که اسمیت در بغداد مانده بود)، در شرایطی نامشخص درگذشت. در آن زمان، منطقه موصل درگیر طاعون بود و انه‌برگ در جریان نظارت بر حفاری‌ها به این بیماری دچار شد.
نامه‌نگاری‌های میان او و ویلهلمینا سوفیا شارلوتا مونک (ملقب به مینت)، مادربزرگ یورن دونر، شالودهٔ رمان «عشق مینت» (انتشارات Otava، سال ۲۰۰۲) به قلم دونر را شکل می‌دهد. مینت مونک، دختر یوهان رینهولد مونک، مالک ملک ارکیلا، بارون، ژنرال و صدراعظم موقت بود. او در سال ۱۸۸۷ با اتو دونر، استاد دانشگاه، ازدواج کرد. دونر پیش‌تر پشتیبان مالی پژوهش‌های انه‌برگ بود.
برادر کارل فردریک، والدمر انه‌برگ (۱۸۴۰–۱۹۰۴)، سناتور و نماینده ریکسداگ، و عضو هیئت‌مدیرهٔ بانک فنلاند بود.

## آثار
- Karin: dikter i fem sänger. انتشارات وایدهرهولم، هلسینکی، ۱۸۶۵

کاترین: منظومه‌ای در پنج آهنگ (ترجمه‌شده به فنلاندی با عنوان: کاتری: سروده‌ای با پنج آهنگ به‌مناسبت صدمین سالگرد جنگ ۱۸۰۸–۱۸۰۹، انتشارات کاریستو، ۱۹۰۹)
- Dikter. نوشتهٔ کارل فردریک انه‌برگ، انتشارات سدرهولم، هلسینکی، ۱۸۶۹

اشعار
- De pronominibus srabicis dissertatio etymologica I–II. پایان‌نامه دکتری، ۱۸۷۲–۱۸۷۴

پژوهش ریشه‌شناسانه دربارهٔ ضمایر عربی، جلد اول و دوم

## یادبود
محمدرضا شاه پهلوی در ۲ تیر ۱۳۴۹ در سفر به هلسینکی از انه‌برگ به این شکل یاد کرد:
«از نظر علمی ما به خصوص قسمتی از بهترین مطالعات بین‌المللی مربوط به خطوط میخی را به دانشمندان عالی‌قدر کشور شما از قبیل لاگوس و انه‌برگ و مخصوصاً تالکویست که تا آخر عمر ریاست انجمن خاورشناسی فنلاند را بر عهده داشت، مدیون هستیم.»